# 7人制ラグビー女子南アフリカ共和国代表
7人制ラグビー女子南アフリカ共和国代表（英語: South Africa women's national rugby sevens team）は、国際大会に派遣される7人制ラグビーの女子南アフリカ代表チームである。愛称は「スプリンボクスウーマンズセブンズ (Springbok Women’s Sevens)」。
ワールドラグビーセブンズシリーズ、ラグビーワールドカップセブンズなどに出場している。

## 歴史
2014年、ワールドラグビーセブンズシリーズに初昇格。
その後2015年、リオ五輪7人制ラグビーアフリカ予選決勝で優勝したものの、南アフリカスポーツ連盟・オリンピック委員会(SASCOC)がオリンピック参加を承認しなかったためリオ五輪出場はならず。
そして2024年、パリ五輪最終予選で五輪初出場。

## 成績

### 夏季オリンピック
| 年   | ラウンド         | 順位     | 試       | 勝       | 負       | 分       |
| ---- | ---------------- | -------- | -------- | -------- | -------- | -------- |
| 2016 | 出場なし         | 出場なし | 出場なし | 出場なし | 出場なし | 出場なし |
| 2021 | 出場なし         | 出場なし | 出場なし | 出場なし | 出場なし | 出場なし |
| 2024 | 予選ラウンド敗退 | 11       | 5        | 1        | 4        | 0        |
| 計   | 優勝 0 回        | 1/3      | 5        | 1        | 4        | 0        |

### ワールドカップ
| 年   | ラウンド           | 順位 | 試 | 勝 | 負 | 分 |
| ---- | ------------------ | ---- | -- | -- | -- | -- |
| 2009 | カップ準決勝敗退   | 3    | 5  | 3  | 2  | 0  |
| 2013 | ボウル準々決勝敗退 | 13   | 4  | 1  | 3  | 0  |
| 2018 | 13位決定戦敗退     | 14   | 4  | 1  | 3  | 0  |
| 2022 | 13位決定戦敗退     | 14   | 4  | 1  | 3  | 0  |
| 計   | 優勝 0回           | 4/4  | 17 | 6  | 11 | 0  |

### ワールドセブンズシリーズ
- ※コアチームとして在籍したシーズンのみ
- 2014-2015シーズン - 12位(降格)
- 2023-2024シーズン - 11位(降格)

## 直近大会の代表スコッド
パリ2024五輪スコッド
1. マスリン・シマーズ (CC)
2. ジントレ・ムプファ (CC)
3. シゾフィラ・ソロンシ
4. ベローシュカ・グレイン
5. ケミセットソ・バロイ
6. ナディン・ロース
7. リスケ・ラテガン
8. バイランドレ・ドルフ
9. アヤンダ・マリンガ
10. リビー・ヤンセファンレンズバーグ
11. マルリーゼ・デブルイン
12. マリア・トシランバ

(CC)は共同キャプテン